# Застава Европе
Застава Европе је застава и грб Европске уније (ЕУ) и Савета Европе (СЕ). Застава се састоји од круга са 12 златних звезда петокрака на плавој позадини. На плавој позадини која симболише небо и запад, дванаест златних звездица поређаних кружно, представљају јединство народа Европе. Број звездица је статичан, дванаест је симбол перфекције и јединства. Пошто Европска унија нема усвојен грб, застава служи истовремено и као грб и појављује се на свим местима где је потребно симболом приказати Европску унију.
Заставу су 1955. године дизајнирали Арсен Хајц и Пол Леви као симбол Савета Европе. Међутим, Савет Европе је предложио да и друге европске организације усвоје ову заставу. Године 1985, Европска унија, која се тада називала Европска економска заједница (ЕЕЗ), на иницијативу Европског парламента прихватила је заставу као званичну, а пре тога није имала никакво обележје у употреби.
Иако је обележје две одвојене организација, застава се чешће везује за Европску унију, него за Савет Европе. Такође, застава се често користи за представљање Европе на спортским такмичењима, те као продемократско обележје у земљама које нису чланице Европске уније. Застава је делимично инспирисала стварање других обележја, попут оних од других европских организација, али и обележја држава у којима је Европска унија на неки начин присутна дуже време, као што су заставе Босне и Херцеговине и самопрокламоване Републике Косово.

## Изглед
Застава има правоугаони облик са пропорцијама 2:3 и њена ширина је један и по пут већа од њене висине. Дванаест златних (или жутих) звезда су распоређене у кругу чији радијус је једна трећина висине, а постављене су на плавој позадини. Све звезде су петокраке у усправном положају и размакнуте су на једнаком растојању по узору на позиције бројева на часовнику.
На плавој подлози налази се кружно поређано 12 звездица, чије се тачке не додирују.— Хералдички опис дат од Европске уније
Савет Европе даје следећи опис:
Насупрот плавог неба у западном свету, звезде представљају народе Европе у кругу, као симбол њиховог јединства. Њихов број непроменљиво остаје дванаест, као симбол јединства и савршенства.— Савет Европе. Париз, 7—9. децембар 1955.
Баш као што дванаест знакова зодијака представљају свемир, дванаест златних звездица представљају све народе Европе — укључујући и оне који још увек нису званично део Европске уније.
- Исправно постављена застава. Све звезде су усправно постављене.
- Погрешно постављена застава. Звезде су постављене наопако.
- Погрешно постављена застава. Звезде нису усправно постављене.
- Погрешно постављена застава. Звезде су погрешно постављене у кругу.

### Боје
Основна боја заставе је тамноплава, односно рефлективна плава боја, мешавина цијана и магенте. Златне звезде су заправо жуте боје. Боје су наведене у складу са системом боја „Пантон“.
|        | ПМС               | RGB приближно | RGB приближно | RGB приближно | хексадецимално | CMYK    | CMYK | CMYK | CMYK |
| црвена | ПМС               | зелена        | плава         | цијан         | хексадецимално | магента | жута | црна |      |
| плава  | рефлективна плава | 0             | 51            | 153           | 003399         | 100%    | 80%  | 0%   | 0%   |
| златна | жута              | 255           | 204           | 0             | FFCC00         | 0%      | 0%   | 100% | 0%   |

Пре него што је усвојен садашњи изглед, предложен је велики број различитих дизајна. Одбијени предлози су сачувани у архиви Савета Европе. Један од предлога је био дизајн са белим звездама на светло плавој површини, као знак мира и интернационализма Уједињених нација. Неки од званичних докумената Европске уније приказују плаву и златну боју као оригиналне боје грофа Рихарда Николауса фон Куденхов-Калергија, који је 1923. године предложио оснивање Паневропске уније и био активни присталица Заједнице још од њеног оснивања.

### Број звезда
Број звезда на застави је константан — 12, те није повезан са бројем држава чланица ЕУ. То је зато што је застава првобитно била обележје Савета Европе и није имала никакве везе са ЕУ. Године 1953, Савет Европе имао је 15 чланова и предложено је да следећа застава има једну звездицу за сваког наредног члана, а затим да се не мења, без обзира на будуће чланове. Западна Немачка била је против предлога, будући да је један од чланова била спорна област Сар, која би добивањем звезде имплицирала суверенитет. На крају, 12 је усвојен као број који нема политичку конотацију и број који представља симбол савршенства и потпуности, због свог присуства у европској култури и традицији, као што су:
| - 12 звезда које чине ореол изнад главе Богородице Марије у Откровењу Јовановом, глава 12 - 12 часова на часовнику - 12 месеци у години - 12 хороскопских знакова - 12 апостола - 12 синова Јаковових - 12 израелских племена - 12 малих пророка | - 12 тројевих унци у једној фунти - 12 полустепени у једној октави - 12 божићних дана - 12 царева у летопису Светонија - 12 олимпијских богова - 12 Хераклових задатака - 12 таблица римског правног система - 12 књига Изгубљеног раја и Енејиде - 12 нијанси на точку боја |

Иако је 12 тачан број звезда, понекад се на застави или амблему може видети 15 — према одбијеном предлогу — или 25 — према предлогу који је настао након ширење ЕУ на 25 држава-чланица из 2004. године.